# 尚泰拉克
尚泰拉克（法語：Chantérac，法語發音：[ʃɑ̃teʁak]）是法国多尔多涅省的一个市镇，属于佩里格区。

## 地理
尚泰拉克（45°10'22"N, 0°26'47"E）面积18.94 平方千米，位于法国新阿基坦大区多爾多涅省，该省份为法国西南部内陆省份，是法國本土面积第三大的省，大致对应佩里戈尔地区，北起顺时针与夏朗德省、上维埃纳省、科雷兹省、洛特省、洛特-加龙省、吉倫特省和滨海夏朗德省接壤。
与尚泰拉克接壤的市镇（或旧市镇、城区）包括：瑟贡扎克、圣阿基兰、圣阿斯捷、圣日尔曼迪萨朗布尔、圣让达托、圣樊尚德科讷扎克、圣叙尔皮斯-德鲁马尼亚克。

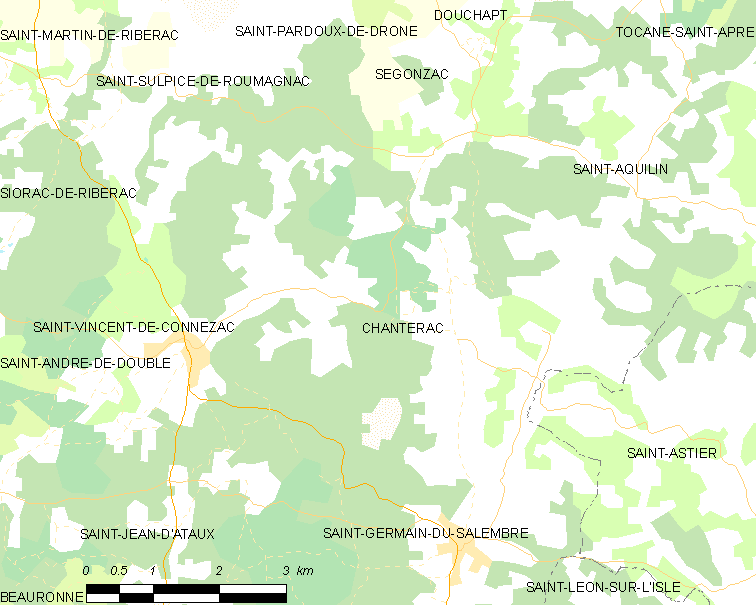
尚泰拉克的OSM定位图

尚泰拉克的时区为UTC+01:00、UTC+02:00（夏令时）。

## 行政
尚泰拉克的邮政编码为24190，INSEE市镇编码为24104。

## 政治
尚泰拉克所属的省级选区为伊勒河谷县。

## 人口

1962-2008年间尚泰拉克人口变化图示

尚泰拉克于2022年1月1日时的人口数量为647人。